# فرانکیس کارول
فرانکیس کارول (انگلیسی: Frankis Carol؛ زادهٔ ۷ سپتامبر ۱۹۸۷) بازیکن هندبال کوبایی‌تبار اهل قطر است.